# Notophthiracarus australis
Notophthiracarus australis is een mijtensoort uit de familie van de Phthiracaridae. De wetenschappelijke naam van de soort werd voor het eerst geldig gepubliceerd in 1966 door Ramsay.